# راي لومب
راي لومب (بالإنجليزية: Ray Lumpp)‏ مواليد 11 يوليو 1923 في بروكلين - الوفاة 16 يناير 2015، كان لاعب كرة سلة أمريكي بدأ مسيرته الاحترافية في سنة 1948 وحمل الرقم 40, 7, 8. بلغ طوله 6 قدم 1 بوصة (1.9 م). مثّل منتخب بلاده. شارك في مسابقة كرة السلة في الألعاب الأولمبية الصيفية. اعتزل اللعب في 1953.

## فرق لعب لها
- نيويورك نيكس
- بالتيمور باليتس

## الميداليات
| الميدالية | المسابقة                       |
| --------- | ------------------------------ |
| ذهبية     | الألعاب الأولمبية الصيفية 1948 |

## روابط خارجية
- راي لومب على موقع الاتحاد الدولي لكرة السلة (الإنجليزية)
- راي لومب على موقع إن بي أي (الإنجليزية)
- راي لومب على موقع سبورتس رفرنس (الإنجليزية)
- راي لومب على موقع كلية كرة السلة في سبورتس رفرنس.كوم (الإنجليزية)
- راي لومب على موقع ريلجم (الإنجليزية)
- راي لومب على موقع بروبوليرز (الإنجليزية)
- راي لومب على موقع سبورتس رفرنس (الإنجليزية)
- راي لومب على موقع أوليمبيديا (الإنجليزية)